# Karl Schneider (Philologe)
Karl Schneider (* 18. April 1912 in Brückrachdorf, Kreis Neuwied; † 26. Dezember 1998 in Münster) war ein deutscher anglistischer und germanistischer Mediävist und Runologe. 
Schneider studierte von 1932 bis 1936 an der Universität Gießen Anglistik, Germanistik, Vergleichende Sprachwissenschaft, Romanistik und Philosophie. 1936 wurde er mit einer Arbeit zur Vergleichenden Sprachwissenschaft: „Die Stellungstypen des finiten Verbs im urgermanischen Haupt- und Nebensatz“ promoviert. In Marburg erfolgte 1951 die Habilitation mit einer grundlegenden Untersuchung zur Deutung der germanischen Runennamen: „Die germanischen Runennamen. Versuch einer Gesamtdeutung“. 1951 bis 1953 war er Privatdozent an den Universitäten Marburg und Münster, wo er 1954 eine außerplanmäßige Professur annahm, die 1957 zur außerordentlichen Professur wurde und 1959 zur ordentlichen Professor für Englische Philologie. Er war Direktor des Englischen Seminars und 1965 bis 1966 Dekan der Philosophischen Fakultät. 1977 wurde Schneider emeritiert.
Das Forschungs- und Lehrgebiet Schneiders umspannte den Gesamtbereich der Englischen Philologie und Sprachgeschichte, die altenglische und mittelenglische Literatur, die Indogermanistik, sowie die modernen englischen Literaturen.